# Flytsäv
Flytsäv (Isolepis fluitans) är en halvgräsart som först beskrevs av Carl von Linné, och fick sitt nu gällande namn av Robert Brown. Flytsäv ingår i släktet borstsävssläktet, och familjen halvgräs.

## Underarter
Arten delas in i följande underarter:
- I. f. fluitans
- I. f. lenticularis
- I. f. nervosa

## Bildgalleri

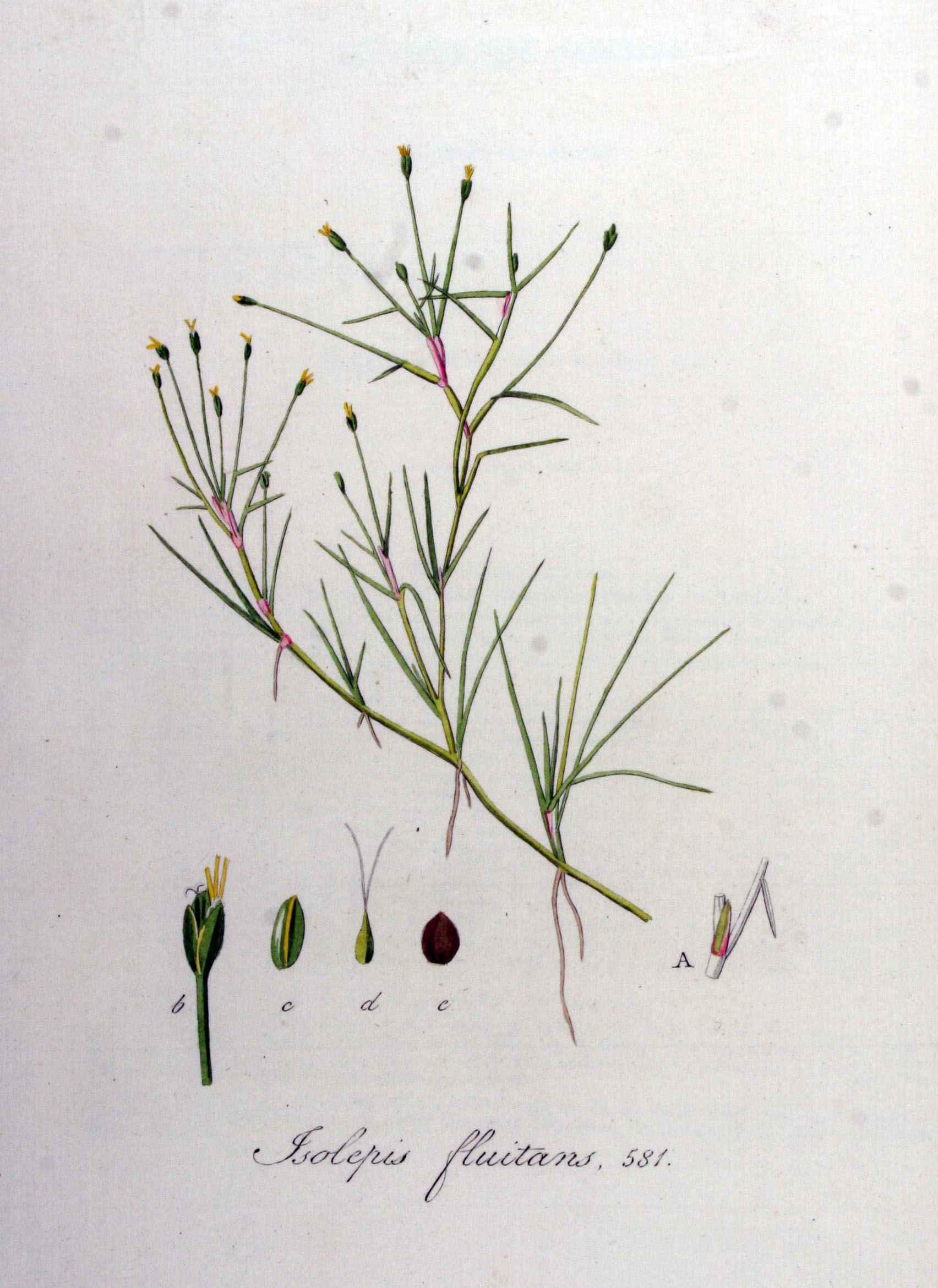
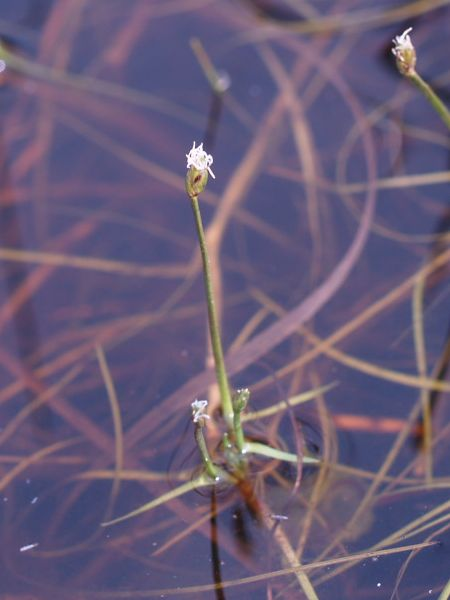